# MAD Fabrik
MAD Fabrik est un éditeur de bande dessinée belge créé par Midam, Araceli Cancino, Dimitri Kennes et Netch. MAD Fabrik est plus connu grâce à l'édition de Kid Paddle, Game Over et Grrreeny. Depuis le 1er janvier 2014, MAD Fabrik a rejoint le groupe Glénat.

## Principales séries publiées
- Game Over (jusqu'à l'album 5, retour de la série chez Dupuis puis chez Glénat depuis l'album 14)
- Grrreeny (chez Glénat depuis l'album 3)
- Kid Paddle (jusqu'à l'album 3, retour de la série chez Dupuis puis chez Glénat depuis l'album 12)